# José María Vaca de Guzmán
José María Vaca de Guzmán-Manrique Herdocia Guzmán-Paredes y Pisón (Marchena, 5 de abril de 1744 - Madrid, ca 1816), poeta español del Neoclasicismo, hermano del abogado y también escritor Gutierre Joaquín Vaca de Guzmán, autor de los Viajes de Enrique Wanton.

## Biografía
Estudió en Sevilla y se doctoró en ambos derechos en la Universidad de Alcalá, en cuyo Colegio menor de Santiago o de los Caballeros Manriques fue Rector. Llegó a ser Alcalde del crimen de la Chancillería de Granada y Ministro del crimen en la Audiencia de Cataluña. En 1789 lo nombraron Consejero del rey y alcalde de Casa y Corte.
Fue el primer poeta premiado por la Real Academia Española por su poema épico culto en octavas reales Las naves de Cortés destruidas (1778), derrotando entre otros a Nicolás Fernández de Moratín (1737-1780); al año siguiente este poema se publicó traducido al francés y, con su romance heroico Granada rendida (1779), derrotó también a su hijo, Leandro Fernández de Moratín (1760-1828).
Esto le valió un gran prestigio, pero no pudo vencer por tercera vez en el concurso que la Academia convocó en 1780 con su égloga Columbano sobre un tema menos épico y solemne: la felicidad de la vida campestre; lo derrotaron los desde entonces famosos Juan Meléndez Valdés y quien quedó segundo, Tomás de Iriarte. En su honor cabe decir, sin embargo, que Columbano alcanzó dos ediciones (1784 y 1787).
Puede decirse que su fría y académica Musa solo lo inspiraba con encargos oficiales: en 1784, a petición de la Sociedad Económica de Madrid, escribió El triunfo sobre el río y por ruego de la Sociedad Económica de Granada escribió La felicidad (1781), y Las coronas del tiempo (1788). Al fallecer Carlos III, también por sugerencia de la sociedad granadina, compuso Llanto de Granada. Publicó además un Lo de antaño es lo de ogaño rasgo poetico ó canto en octavas en obsequio de don Santos Manuel Pariente y Celis (Madrid: José Doblado, 1783), pero su poema más ambicioso, casi dos mil heptasílabos, es Himnodias o fastos del Cristianismo, un santoral hecho de biografías rimadas de los santos de cada día del que solo llegó a los tres meses, porque murió antes de concluirlo.
En prosa compuso unas Advertencias que hace á los críticos humanistas y principalmente á los poetas (Alcalá de Henares: Imprenta de Don Pedro López, 1787) y, con los pseudónimos de "Miguel Cobo Mogollón" y "Joseph Rodríguez Cerezo" publicó al menos cuatro cartas bajo el título El critico madrileño, la tercera (Madrid: Miguel Escribano, 1783) terminada con una oda en elogio de José Cadalso, y la cuarta con una apología de su propia égloga Columbano. Reunió sus poemas en Obras de don Joseph María Vaca de Guzmán, dedicadas a la reina Luisa de Borbón (Madrid, Joseph Herrera, 1789-1792, 3 vols.) En la actualidad su figura anda bastante olvidada.